# Robert Chef D'Hotel
Robert Chef D'Hotel (Francia, 2 de febrero de 1922) fue un atleta francés, especialista en la prueba de 4 × 400 m en la que llegó a ser subcampeón olímpico en 1948.

## Carrera deportiva
En los JJ. OO. de Londres 1948 ganó la medalla de plata en los relevos 4x400 metros, con un tiempo de 3:14.8 segundos, llegando a meta tras Estados Unidos (oro) y por delante de Suecia (bronce), siendo sus compañeros de equipo: Francis Schewetta, Jean Kerebel y Jacques Lunis.